# Carlo Bergonzi
Carlo Bergonzi (Vidalenzo de Polesine Farnese, a prop de Parma, Itàlia, 13 de juliol de 1924 - Milà, Itàlia, 25 de juliol de 2014) fou un tenor italià, un dels més admirats de la postguerra. Encara que va interpretar i gravar diversos rols de bel canto i del verisme, sobretot es relaciona el seu nom amb òperes de Giuseppe Verdi, incloent-hi un gran nombre d'obres menys conegudes que va ajudar a recuperar. Va ser essencialment un tenor líric. És admirat pel seu bell legato i elegant fraseig.
Va començar a cantar després d'una audició a catorze anys, originàriament com a baríton. Durant la Segona Guerra Mundial, va ser presoner en un camp alemany per les seves activitats antinazis. Quan va acabar la guerra i va ser alliberat, va tornar a Itàlia i va començar a estudiar al Conservatori Boito de Parma. Estudià cant amb el mestre E. Campogaliani.
El 7 d'agost de 1947, a vint-i-tres anys, va fer el seu debut com Shaunard a La Bohème (1947). A l'any següent va fer el seu debut a Lecce com a Fígaro d’Il barbiere di Siviglia de Rossini. Altres papers de baríton que va interpretar van ser: L'arlesiana (Metifio), Don Pasquale (Dottor Malatesta), L'elisir d'amore (Belcore), Lucia di Lammermoor (Lord Enrico Asthon), Le Astuzie di Bertoldo (Ghirlino), Pagliacci (Silvio), L'amico Fritz (Fritz Kobus), Cavalleria Rusticana (Alfio), Werther (Albert), La Bohème (Marcello), La fanciulla del West (Sonora), Madama Butterfly (Sharpless), Manon Lescaut (Lescaut), Il barbiere di Siviglia (Figaro), Mignon (Laerte), Rigoletto, i La Traviata (Giorgio Germont).
Després de reeducar la seva veu, va debutar com a tenor el 1951 amb Andrea Chénier. Aquell mateix any, per a celebrar el 50è aniversari de la mort de Verdi, la ràdio estatal italiana (RAI), el va contractar per a una sèrie d'òperes de Verdi.
El 1953, Bergonzi va fer el seu debut a La Scala, interpretant el rol de Masaniello en l'òpera de Nàpols, el seu debut a Londres com Alvaro, el seu debut als Estats Units en l'Òpera Lírica de Chicago el 1955, i el seu debut en el Metropolitan Opera a l'any següent, cantant el paper de Radamés de l'òpera Aida de Verdi, que ha estat un dels seus papers més importants, en el qual sempre ha estat aplaudit apoteòsicament. Les seves actuacions a l'Arena de Verona gairebé van ser ininterrompudes des de 1958 a 1975. Debutà al Liceu el 1958 i va formar part del jurat del Francesc Viñas. El seu debut al Covent Garden, de nou com Alvaro, es va produir el 1962, teatre en el qual es produïren els seus èxits més memorables. El 1966, va interpretar i va gravar Pagliacci amb Herbert von Karajan.
Bergonzi va continuar cantant al llarg de la dècada dels anys setanta als principals teatres d'òpera. En els anys vuitanta, es va concentrar més en recitals. Entre els seus diversos papers, se li recorda en particular: Riccardo d'Un ballo in maschera i Rodolfo de Luisa Miller de Verdi, Des Grieux de Manon Lescaut i Cavaradossi de Tosca de Puccini i Enzo Grimaldo de La Gioconda de Ponchielli.
Va acabar la seva carrera artística el 1995 amb un concert a Viena, encara que ha tingut aparicions posteriors. El 1996, va participar en la gala del 25è aniversari del director d'orquestra James Levine, a la Metropolitan Opera. Va donar el seu concert de comiat dels Estats Units al Carnegie Hall el 17 d'abril d'aquell mateix any. Tanmateix, l'any 2000 va intentar representar Otello de Verdi en versió de concert, amb l'Orquestra de l'Òpera de Nova York, però no va poder acabar per trobar-se malalt.
En la seva àmplia discografia es troben cinc versions d'Aida i d'altres tantes d'Un ballo in maschera. Ha guanyat molts premis el seu enregistrament de trenta-una àries per a tenor de Verdi, per a Philips Classics. Altres enregistraments destacats: La Bohème, Madama Butterfly ambdues amb Renata Tebaldi i dirigides per Tullio Serafin (Decca London); Aïda, amb Herbert von Karajan dirigint a l'Orquestra Filharmònica de Viena (Decca) i Attila, amb Lamberto Gardelli dirigint a l'Orquestra Royal Philharmonic (Philips), Un ballo in maschera primera versió amb Birgit Nilsson i dirigit per Sir Georg Solti (Decca London) segona versió amb Leontyne Price dirigida per Erich Leinsdorf (RCA Victor), Il trovatore dirigit per Tullio Serafin (Deutsche Grammophon).
Bergonzi ha tingut la capacitat d'imposar el prestigi d'una tècnica de gran puresa amb recursos de fraseig no comuns. Totes les interpretacions de Bergonzi han estat d'un òptim nivell en la que la seva musicalitat innata es posa en relleu. El seu estil de cant és elegant al qual s'uneix una sensibilitat interpretativa i una rigorosa consciència estilística. D'això es pot deduir la seva capacitat, gairebé infal·lible, per captar en essència el cant verdià, com pot apreciar-se sobretot en l'òpera Un ballo in maschera.
Durant els anys 1980 va donar classes de cant en l'Accademia de Santa Cecília de Roma, tenint molts alumnes i entre ells l'estonià Vello Jürna o la soprano coreana Jo Sumi.
Va morir a Milà el 25 de juliol de 2014, als 90 anys.